# Anilinleder
Anilinleder ist der umgangssprachliche Begriff für ein ausschließlich mit löslichen Farbstoffen gefärbtes Leder, das keine Abdeckung durch Deck- oder Pigmentbeschichtung (Zurichtung) aufweist.

## Eigenschaften
Die transparente Färbung erhält die natürliche Oberfläche mit dem sogenannten „Narbenbild“, das heißt die Sichtbarkeit der Haarlöcher und der gesamten Lederstruktur. Daher sind nur beste Hautsortimente für eine reine Anilinfärbung geeignet. Selbst bei Nappaledern erlaubt der Zustand vieler Häute keine ungedeckte Zurichtung, bedingt durch zu viele Narbenschäden.

## Namensgebung
Die Bezeichnung „naturbelassenes Leder“ hat sich nicht durchgesetzt, obwohl „Anilinleder“ schon lange nicht mehr mit den giftigen Anilinfarbstoffen gefärbt wird. Historisch entstand der Name ausgehend von den ersten synthetischen Farben, die auf der Basis von Anilin hergestellt wurden (Teerfarben bzw. Anilinfarben) und so ihre Verbreitung in der Lederherstellung gefunden hatten. Im weiteren Sinne wurden mit Anilinfarben alle künstlich hergestellten organischen Farbstoffe bezeichnet.

## Rechtslage zur Färbung
In Deutschland unterliegen die heute eingesetzten Farbstoffe den Bestimmungen der Bedarfsgegenständeverordnung bzw. dem Verwendungsverbot für bestimmte Azofarbstoffe, wenn diese Anhaltspunkte für eine Gesundheitsgefährdung bieten.